# Wittsteinia
Wittsteinia ist eine kleine Gattung von Bedecktsamern in der Familie Alseuosmiaceae. Diese Gattung wurde 1861 vom Botaniker Ferdinand von Mueller in der australischen Zeitschrift Fragmenta phytographiae Australiae in Band 2 Seite 136 erstbeschrieben. Mit dieser Benennung ehrte er Georg Christian Wittstein, den Autor eines etymologischen Lexikons, das er für Quellenangaben verwendet hatte.

## Beschreibung
Wittsteinia ist ein Halbstrauch mit gezackten Blättern und achselständigen Blütenständen,
die Krone besteht aus gelappten Kronblättern. Wittsteinia wächst in gebirgigen Gegenden in den unten bei den Arten genannten Gebieten.

## Arten und Verbreitung
Die Gattung umfasst drei Arten:
- Wittsteinia balansae (Baill.) Steenis – Neukaledonien
- Wittsteinia papuana (Steen.) Steenis – Papua-Neuguinea
- Wittsteinia vacciniacea F.Muell. – Baw-Baw-Beere, Victoria (Australien)[3]